# Ariadna Leonidowna Matwejewskaja
Ariadna Leonidowna Matwejewskaja (russisch Ариадна Леонидовна Матвеевская; * 20. Augustjul. / 2. September 1914greg.; † 22. Februar 2004) war eine sowjetische Geologin.

## Leben
Matwejewskaja studierte am Tomsker Polytechnischen Institut (TTI) mit Abschluss 1935. Darauf arbeitete sie als Vorarbeiterin und Geologin in Arbeitsgruppen der Westsibirischen Geologie-Verwaltung (SSGU). Ihre Arbeitsschwerpunkte waren die Suche nach Bodenschätzen und die genaue Bestimmung strittiger Daten von Geologen und Geographen.
Im Juni 1941, als der Deutsch-Sowjetische Krieg begann, nahm Matwejewskaja Proben von Schlichen am Fluss Podgornaja beim Kraftwerk Kolywan. Mineralogen stellten einen hohen Kassiterit-Gehalt fest. Dieser erste Zinn-Fund in Westsibirien war von hoher Bedeutung, da der hohe Zinn-Bedarf bisher durch Importe aus der Volksrepublik China gedeckt wurde. Die SSGU beschloss ein Prospektionsprogramm und ernannte Matwejewskaja zur leitenden Geologin der Kolywan-Prospektionsgruppe. Ihr wurden zwei Bohrgeräte und zwei Brigaden mit nach Sibirien verbannten Deutschen zur Verfügung gestellt. Als die Bohrungen nicht sogleich die gewünschten Ergebnisse lieferten, wurden die Bohrgeräte bald weiter nach Norden geschickt, und ihr blieb nur ein Zeichner als Assistent. Die weiteren Explorationsarbeiten, an denen Boris Fjodorowitsch Speranski beteiligt war, bestätigten die Existenz der Kassiterit-Seife, so dass mit der Ausbeutung der Lagerstätte begonnen wurde. 1943 beantragte Matwejewskaja die Registrierung als Erstentdeckerin, was jedoch abgelehnt wurde.
1946–1948 arbeitete Matwejewskaja in der Sowjetischen Besatzungszone in Deutschland.
1958 wurde Matwejewskaja Wissenschaftliche Mitarbeiterin des 1957 gegründeten Instituts für Geologie und Geophysik (IGG, seit 2005 Sobolew-Institut für Geologie und Mineralogie) der Sibirischen Abteilung (SO) der Akademie der Wissenschaften der UdSSR (AN-SSSR, seit 1991 Russische Akademie der Wissenschaften (RAN)) im Nowosibirsker Akademgorodok. Sie wurde zur Kandidatin promoviert. 1968 verteidigte sie mit Erfolg ihre Dissertation über die Variszische Orogenese des Ob-Saissan-Geosynklinal-Systems und dessen Eingrenzung für die Promotion zur Doktorin der geologisch-mineralogischen Wissenschaften. 1973–1983 war sie wissenschaftliche Beraterin.

## Ehrungen, Preise
- Medaille „Für heldenmütige Arbeit“ (1946)[1]
- Medaille „Für heldenmütige Arbeit im Großen Vaterländischen Krieg 1941–1945“
- Medaille „Veteran der Arbeit“
- Verdiente Veteranin der SO der AN-SSSR
- Medaille „50. Jahrestag des Sieges im Großen Vaterländischen Krieg 1941–1945“